# Арк ла Батај
Арк ла Батај (фр. Arques-la-Bataille) насеље је и општина у северној Француској у региону Горња Нормандија, у департману Приморска Сена која припада префектури Дјеп.
По подацима из 2011. године у општини је живело 2.555 становника, а густина насељености је износила 173,93 становника/km². Општина се простире на површини од | km². Налази се на средњој надморској висини од | метара (максималној 129 m, а минималној 2 m).

## Демографија
| 1962. | 1968. | 1975. | 1982. | 1990. | 1999. | 2011. |
| ----- | ----- | ----- | ----- | ----- | ----- | ----- |
| 2.735 | 2.813 | 2.653 | 2.742 | 2.546 | 2.535 | 2.555 |

График промене броја становника у току последњих година